# Joniska alfabetet
Joniska alfabetet är en variant av det äldsta grekiska alfabetet. Det användes ursprungligen i de grekiska städerna i Mindre Asien.
Alfabetet saknade tecken för [w] och [h], men det inkluderade Ψ (psi) och Ω (omega); i detta alfabet motsvarade Η (eta) ljudet [ɛ:]. ϙ (koppa) fanns till en början men togs senare bort. I denna senare version utvecklades det joniska alfabetet till det gemensamma grekiska alfabetet.